# Sönke Lorenz

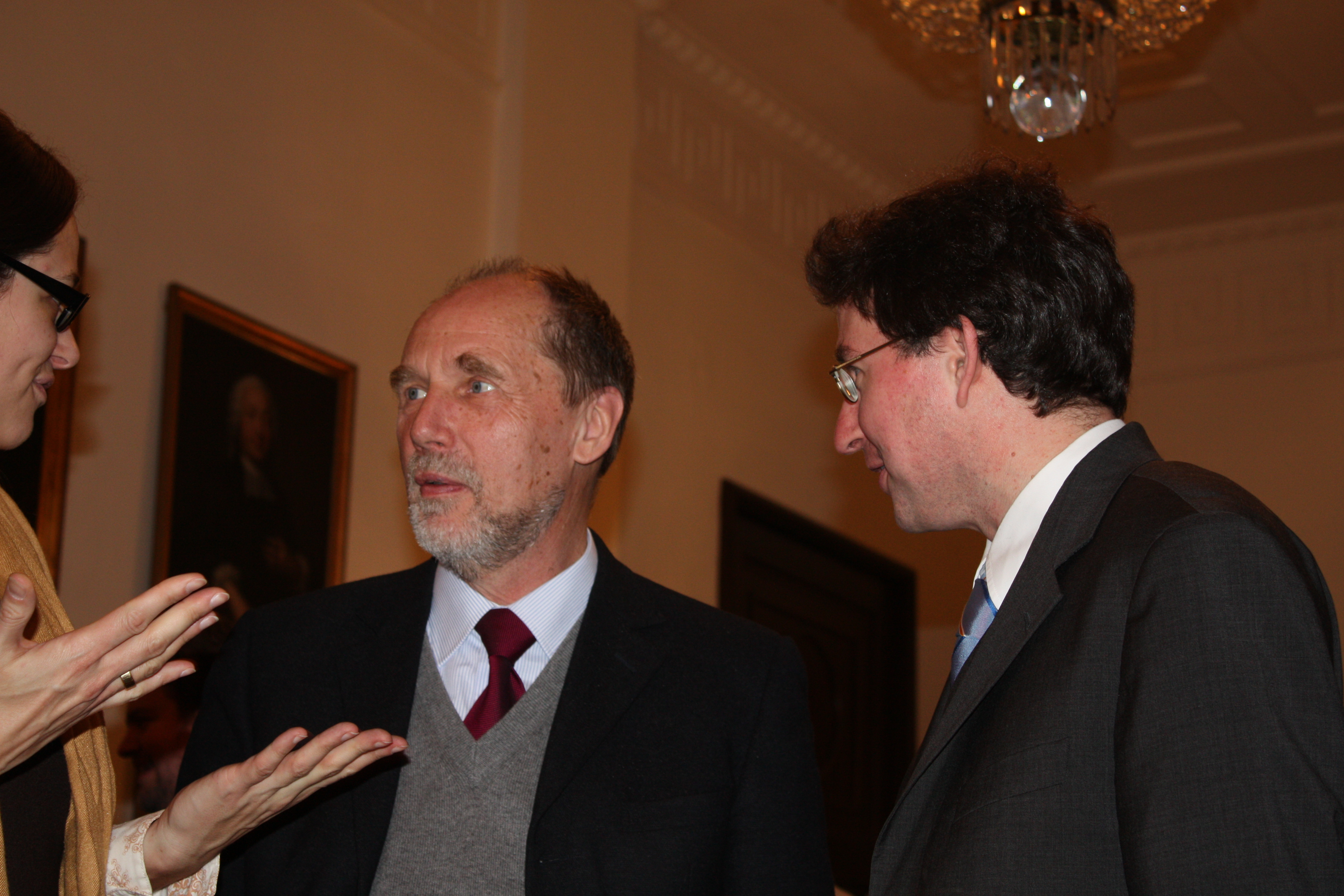
Sönke Lorenz (Mitte) im Januar 2009 auf dem Empfang nach der Antrittsvorlesung von Steffen Patzold (rechts im Bild)

Sönke Lorenz (* 30. Juni 1944 in Elmshorn; † 8. August 2012 in Tübingen) war ein deutscher Historiker. Er lehrte von 1991 bis 2011 als Professor für mittlere und neuere Geschichte an der Universität Tübingen.

## Leben und Wirken
Sönke Lorenz wurde 1944 in Elmshorn geboren und ging seit seinem siebten Lebensjahr in Essen-Werden zur Schule. Er absolvierte zwischen 1960 und 1963 eine Lehre als Starkstromelektriker. In diesem Beruf gründete er einen eigenen Betrieb. Schon ab 1964 besuchte er das Abendgymnasium in Düsseldorf und legte dort 1968 das Abitur ab. Seinen Beruf gab er 1972 endgültig auf und studierte von 1972 bis 1978 an der Universität Düsseldorf zunächst Mathematik und Physik, dann die Fächer Geschichte, Germanistik und Philosophie. Im Studium begeisterte Josef Semmler ihn für das Mittelalter. Lorenz wurde 1978 in Düsseldorf mit einer von Herbert Kolb und Josef Semmler betreuten Arbeit zum Thema Aktenversendung und Hexenprozeß. Dargestellt am Beispiel der Juristenfakultäten Rostock und Greifswald (1570/82–1630) promoviert. An der Universität Stuttgart wurde er 1979 wissenschaftlicher Assistent bei August Nitschke. Die Habilitation erfolgte 1985 an der dortigen Universität mit der Arbeit Studium generale Erfordense. Zum Erfurter Schulleben im 13. und 14. Jahrhundert. Ihm gelang es, 44 Lehrer namhaft zu machen und das Lehrprogramm des Erfurter Studiums zu erhellen. Der aus den Schulen der drei Erfurter Stifte und des Schottenklosters hervorgegangene Lehrbetrieb wird in Erfurt seit den 1220er Jahren fassbar und damit lange vor der Gründung der Universität in Prag 1348. Dank seiner Forschungen stieg Erfurt zur „ältesten Hochschule Mitteleuropas“ auf. Mit Dieter R. Bauer gründete er 1985/86 den „Arbeitskreis für interdisziplinäre Hexenforschung“ (AKIH).
Von 1991 bis 2011 war er als Nachfolger von Dieter Mertens Professor für mittlere und neuere Geschichte und Leiter des Instituts für Geschichtliche Landeskunde und Historische Hilfswissenschaften (IfGL) an der Universität Tübingen. Lorenz war seit 1992 ordentliches Mitglied und seit 1994 Mitglied des Vorstands der Kommission für geschichtliche Landeskunde in Baden-Württemberg. Er war Mitglied der Akademie gemeinnütziger Wissenschaften zu Erfurt (seit 1994). Eine Berufung auf die neugeschaffene Professur für Pommersche Geschichte und Landeskunde lehnte Lorenz ab. Er starb im August 2012 an einem langjährigen Krebsleiden.
Seine Forschungsgebiete waren die südwestdeutsche Landesgeschichte (insbesondere die Adelsgeschichte des hohen Mittelalters), die Universitätsgeschichte vornehmlich am Beispiel Tübingen und die Hexenforschung. Lorenz legte sechs Monographien, über 175 Aufsätze in Zeitschriften und Beiträge in zahlreichen Sammelwerken, diverse Lexikonartikel und 70 Herausgeberschaften oder Mitherausgeberschaften vor. Fünf Schriftenreihen wurden von ihm betreut. Als akademischer Lehrer betreute Lorenz 34 Dissertationen. Intensiv erforschte Lorenz die Geschichte der Pfalzgrafen von Tübingen. Er gab den Tübinger Professorenkatalog heraus. In den Jahren 2006 und 2011 konnten die ersten Bände dazu erscheinen. Lorenz war mit Ulrich Köpf Herausgeber von Beiträgen einer Tagung, die am 7. Dezember 1995, dem Todestag Gabriel Biels, an der Universität Tübingen zum Gedenken an den spätmittelalterlichen Theologen und Kirchenreformer stattfand.
Auf dem Gebiet der Residenzen- und Hofforschung hat die württembergische Landesgeschichte durch Lorenz bedeutendes geleistet. Seinen ersten Aufsatz im engeren Bereich der württembergischen Landesgeschichte verfasste Lorenz zum Werden der Residenz Stuttgart. In dem mit Peter Rückert 2008 herausgegebenen Sammelband Die Visconti und der deutsche Südwesten wurde der spätmittelalterliche Kulturtransfer von den Höfen Oberitaliens nach Südwestdeutschland erforscht. Seine akademischen Schüler legten weitere Arbeiten zu personellen und institutionellen Aspekten der württembergischen Residenz- und Hofkultur vor.
Ein weiterer Schwerpunkt seiner Tätigkeit war das gemeinsam mit Oliver Auge entwickelte Stiftskirchenprojekt. Dabei sollten in einem Handbuch alle Stiftskirchen im Gebiet des heutigen Baden-Württemberg von der Karolingerzeit bis zur Säkularisation erfasst werden. Für dieses Vorhaben konnte er 80 Autoren für die Mitarbeit gewinnen. Zur Verwirklichung des Vorhabens wurden fünf Tagungen von 2000 bis 2004 abgehalten. Die Herausgabe des Handbuchs konnte Lorenz selbst nicht mehr zum Abschluss bringen. Das Projekt wurde im Jahre 2019 durch Oliver Auge und Sigrid Hirbodian zum Abschluss gebracht und am 28. November 2019 der Öffentlichkeit vorgestellt. Das Handbuch der Stiftskirchen in Baden-Württemberg beinhaltet 140 Stiftsartikel.
Auch zahlreiche Arbeiten seiner Schüler widmeten sich der Stiftskirchenforschung. Lorenz war mit Andreas Schmauder Herausgeber der ortsgeschichtlichen Buchreihe Gemeinde im Wandel. Lorenz begründete 1995 mit Dieter R. Bauer die Buchreihe Hexenforschung. Auf Lorenz geht auch die landeskundliche Reihe Tübinger Bausteine zur Landesgeschichte zurück, die 2000 mit der von ihm betreuten Magisterarbeit von Miriam Zitter Die Leibärzte der württembergischen Grafen im 15. Jahrhundert (1397–1496) begonnen wurde.

## Schriften (Auswahl)
Schriftenverzeichnis
- Verzeichnis der Publikationen von Sönke Lorenz. In: Dieter R. Bauer, Dieter Mertens, Wilfried Setzler (Hrsg.): Netzwerk Landesgeschichte: Gedenkschrift für Sönke Lorenz (= Tübinger Bausteine zur Landesgeschichte. Bd. 21). Thorbecke, Ostfildern 2013, ISBN 978-3-7995-5521-0, S. 421–445.

Monographien
- Studium generale Erfordense. Zum Erfurter Schulleben im 13. und 14. Jahrhundert (= Monographien zur Geschichte des Mittelalters. Bd. 34). Hiersemann, Stuttgart 1989, ISBN 3-7772-8917-5 (Zugleich: Stuttgart, Universität, Habilitationsschrift, 1985).
- Kaiserswerth im Mittelalter. Genese, Struktur und Organisation königlicher Herrschaft am Niederrhein (= Studia humaniora. Bd. 23), Droste, Düsseldorf 1993, ISBN 3-7700-0829-4.

Herausgeberschaften
- Frühformen von Stiftskirchen in Europa: Funktion und Wandel religiöser Gemeinschaften vom 6. bis zum Ende des 11. Jahrhunderts (= Schriften zur südwestdeutschen Landeskunde. Bd. 54). DVW-Verlag, Leinfelden-Echterdingen 2005, ISBN 3-87181-754-6.
- mit Gregor Markl: Silber, Kupfer, Kobalt. Bergbau im Schwarzwald (= Veröffentlichung des Alemannischen Instituts. Bd. 72 = Schriftenreihe des Mineralienmuseums Oberwolfach. Bd. 1). Markstein Verlag, Filderstadt 2004, ISBN 3-935129-10-6.
- mit Jürgen Michael Schmidt: Wider alle Hexerei und Teufelswerk. Die europäische Hexenverfolgung und ihre Auswirkungen auf Südwestdeutschland. Thorbecke, Ostfildern 2004, ISBN 3-7995-0137-1.
- mit Rainer Loose: König, Kirche, Adel. Herrschaftsstrukturen im mittleren Alpenraum und angrenzenden Gebieten (6.–13. Jahrhundert). Vorträge der Wissenschaftlichen Tagung des Südtiroler Kulturinstituts und des Instituts für Geschichtliche Landeskunde und Historische Hilfswissenschaften der Universität Tübingen im Bildungshaus Schloß Goldrain/Vinschgau, 17. bis 21. Juni 1998. Tappeiner, Lana (Bozen) 1999, ISBN 88-7073-283-5.
- mit Dieter R. Bauer, Wolfgang Behringer, Jürgen Michael Schmidt: Himmlers Hexenkartothek. Das Interesse des Nationalsozialismus an der Hexenverfolgung (= Hexenforschung. Bd. 4). Verlag für Regionalgeschichte, Bielefeld 1999, ISBN 3-89534-273-4.
- mit Ulrich Köpf: Gabriel Biel und die Brüder vom gemeinsamen Leben. Beiträge aus Anlaß des 500. Todestages des Tübinger Theologen (= Contubernium. Tübinger Beiträge zur Universitäts- und Wissenschaftsgeschichte. Bd. 47). Steiner, Stuttgart 1998, ISBN 3-515-07377-9.
- mit Dieter Mertens, Volker Press: Das Haus Württemberg. Ein biographisches Lexikon. Kohlhammer, Stuttgart u. a. 1997, ISBN 3-17-013605-4.
- Tübinger Professorenkatalog.
  - Bd. 1,1: Die Matrikel der Magister und Bakkalare der Artistenfakultät (1477–1535). Bearbeitet von Miriam Eberlein und Stefan Lang, Thorbecke, Ostfildern 2006, ISBN 978-3-7995-5451-0
  - Bd. 1,2: Die Professoren der Tübinger Juristenfakultät (1477–1535). Bearbeitet von Karl Konrad Finke. Thorbecke, Ostfildern 2011, ISBN 978-3-7995-5452-7.
- mit Oliver Auge, Sigrid Hirbodian: Handbuch der Stiftskirchen in Baden-Württemberg. Thorbecke, Ostfildern 2019, ISBN 978-3-7995-1154-4.

Mitherausgeberschaft von Schriftenreihen
- Contubernium. Tübinger Beiträge zur Universitäts- und Wissenschaftsgeschichte (Bd. 37–76).
- Gemeinde im Wandel. Eine Schriftenreihe des Instituts für Geschichtliche Landeskunde und Historische Hilfswissenschaften der Universität Tübingen (Bd. 1–17).
- Hexenforschung (Bd. 1–13).
- Schriften zur südwestdeutschen Landeskunde (Bd. 20–72).
- Tübinger Bausteine zur Landesgeschichte (Bd. 1–20).